# مرتوبه
مرتوبه (به عربی: مرتوبة) یک منطقهٔ مسکونی در لیبی است که در استان درنه واقع شده‌است. مرتوبه ۷٬۷۳۰ نفر جمعیت دارد.